# Puente Shahi
El puente Shahi, también puente Munim Khan, puente Akbari, puente mogol o puente [de] Jaunpur, es un puente de la India del siglo XVI que atraviesa el río Gomti en la ciudad de Jaunpur, en el estado de Uttar Pradesh. El puente Shahi está ubicado a 1,7 km al norte de la estación de tren de Jaunpur, a 7,3 km al noroeste de Zafarābād , a 16,2 km al noreste de Mariāhū y a 26,6 km al noroeste de la ciudad de Kirākat.

## Construcción

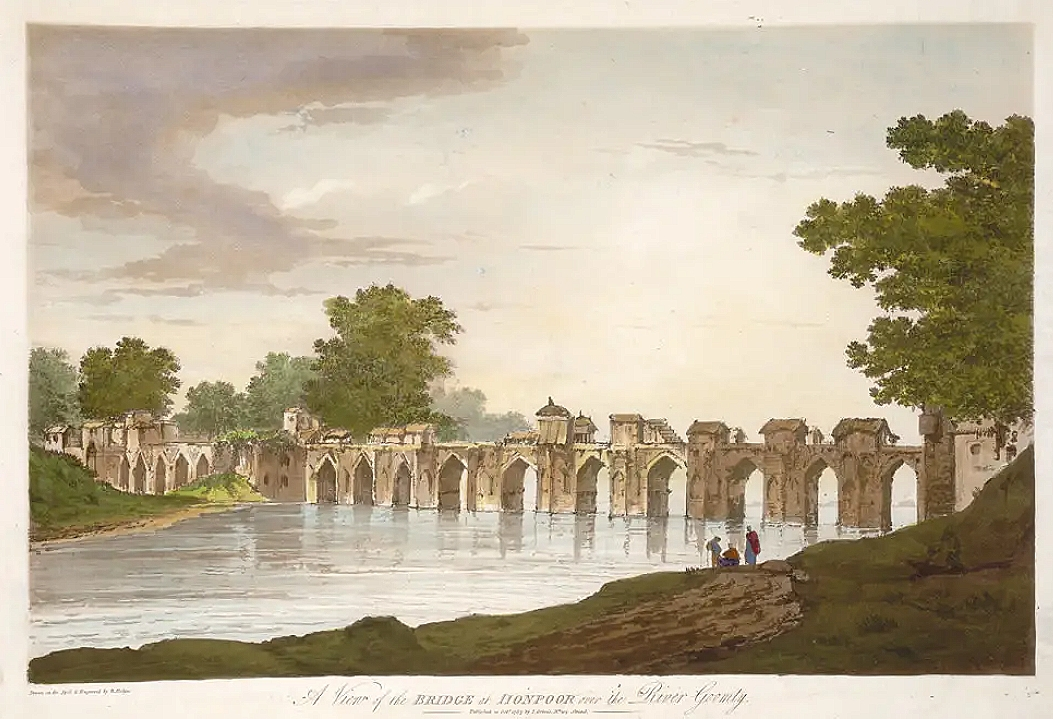
Puente de Jaunpur: un lámina del libro Select Views in India, de William Hodges

El emperador mogol Akbar ordenó la construcción del puente Shahi, que se completó en los año 1568-1569 por Munim Khan. Llevó cuatro años completar el puente. Fue diseñado por el arquitecto afgano Afzal Ali.

## Uso actual

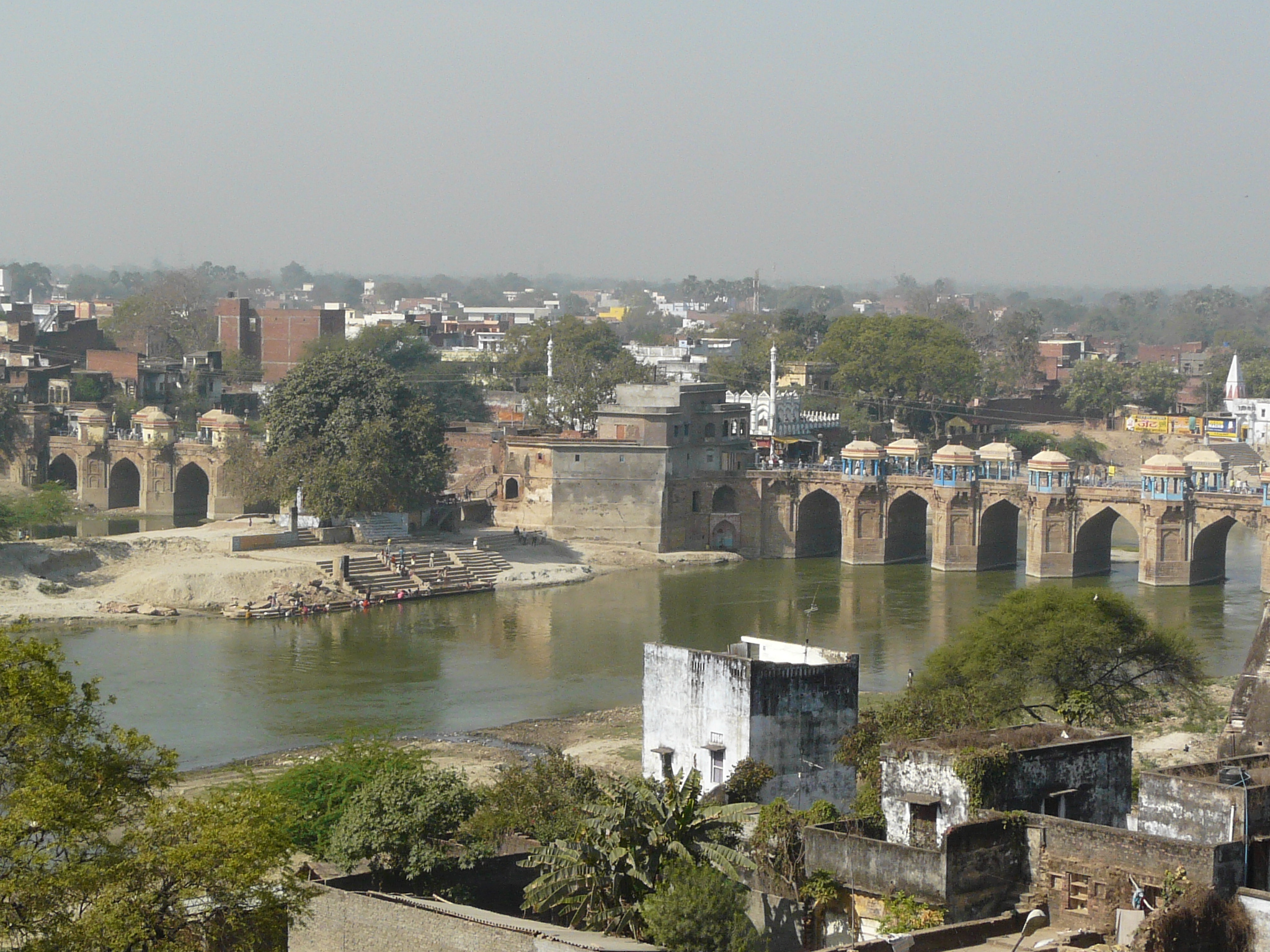
Vista lejana del puente Shahi sobre el río Gomti, en Jaunpur

El puente fue severamente dañado en el Terremoto de Nepal de 1934. Siete de sus arcos tuvieron que ser reconstruidos. Además de su importancia histórica, el puente todavía está en uso.
El puente está en la lista de Protección y Conservación (Protection & Conservation list ) de la Dirección de Arqueología, (UP) desde 1978.
El puente es generalmente reconocido como la estructura mogol más importante de Jaunpur.
Un nuevo puente paralelo al puente Shahi fue inaugurado el 28 de noviembre de 2006 por el entonces ministro principal de Uttar Pradesh, Mulayam Singh Yadav.

## En la literatura
William Hodges en su libro Select Views in India menciona sobre el puente::

Se sabe que las inundaciones frecuentemente se elevan incluso sobre el puente, tanto que en el año 1774 una brigada de las fuerzas británicas pasó sobre él en botes
The inundations have been frequently known to rise even over the bridge in so much that in the year 1774 a whole brigade of the British forces was passed over it in boats.

El poema de Rudyard Kipling, Akbar's Bridge menciona este puente.